# 安东尼诺·帕泰尔诺·卡斯泰洛
安东尼诺·帕泰尔诺·卡斯泰洛（義大利語：Antonino Paternò Castello, Marchese di San Giuliano，1852年12月9日—1914年10月16日），是意大利王国时期的侯爵、外交官和历史右派政治家。卡斯泰洛在1882年入选议会后参与外交事务，他同西德尼·桑尼诺都主张意大利应在协约国与同盟国之间保持动态平衡。他在1910年至1914年再任外交大臣，期间提倡殖民扩张并在意土战争结束后为王国取得了利比亚和佐泽卡尼索斯群岛。第一次世界大战爆发后，他负责制定中立政策但不排除有条件干预，不久即病重去世。